# Hrabstwo Talbot (Georgia)

Piramida wieku hrabstwa

Hrabstwo Talbot (ang. Talbot County) – hrabstwo w stanie Georgia, w Stanach Zjednoczonych. Według spisu z 2020 roku liczy 5733 mieszkańców, w tym ponad połowa (53,6%) to Afroamerykanie. Z gęstością 5,7 os./km² należy do dziesięciu najsłabiej zaludnionych hrabstw Georgii. Jego siedzibą administracyjną jest Talbotton.
Hrabstwo zostało założone w 1827 roku. Nazwa hrabstwa pochodzi od nazwiska Matthew Talbot (1762–1827), przewodniczącego senatu stanowego, gubernatora.

## Geografia
Według spisu z 2010 obszar całkowity hrabstwa obejmuje powierzchnię 394,74 mil2 (1022 km²), z czego 393,21 mil2 (1018 km²) stanowią lądy, a 1,52 mil2 (4 km²) stanowią wody. 

### Miejscowości
- Geneva
- Junction City
- Talbotton
- Manchester
- Woodland

### Sąsiednie hrabstwa
- Hrabstwo Upson – północny wschód
- Hrabstwo Taylor – południowy wschód
- Hrabstwo Marion – południe
- Hrabstwo Chattahoochee – południowy zachód
- Hrabstwo Muscogee – zachód-południowy zachód
- Hrabstwo Harris – zachód
- Hrabstwo Meriwether – północ

## Polityka
Hrabstwo jest przeważająco demokratyczne, gdzie w wyborach prezydenckich w 2020 roku, 60% głosów otrzymał Joe Biden i 39,5% przypadło dla Donalda Trumpa.